# 空上タツタ
空上 タツタ（そらうえ たつた）は、日本のライトノベル作家。

## 経歴・人物
愛知淑徳大学メディアプロデュース学部クリエイティブライティングコース（現、創造表現学部創作表現専攻）卒業。在学時は同大学の教授である清水良典（文芸評論家）の創作ゼミに学んだ。
2014年、龍田名義の投稿作「魔王少女フィジカルぱとらRaiseDead!!」が第6回GA文庫大賞にて優秀賞を受賞、2015年に投稿作を改題・改稿した『路地裏バトルプリンセス』で作家デビューした。『路地裏バトルプリンセス』第4巻に収録されている内容の一部は、Web雑誌ガンガンONLINE上で2015年7月23日から同年11月5日までに連載された。

## 作品リスト

### 単行本
- 路地裏バトルプリンセス （GA文庫、2015年2月）
- 路地裏バトルプリンセス 2 （GA文庫、2015年5月）
- 路地裏バトルプリンセス 3 （GA文庫、2015年8月）
- 路地裏バトルプリンセス 4 （GA文庫、2015年12月）
- 綾瀬さんは貢ぎたい! （GA文庫、2019年10月）
- 綾瀬さんは貢ぎたい! 2 （GA文庫、2020年2月）